# Schwarzach bei Nabburg
Schwarzach bei Nabburg (ufficialmente Schwarzach b.Nabburg) è un comune tedesco di 1 546 abitanti, situato nel land della Baviera.